# Михайлів Євгеній Євгенійович
Євгеній Євгенійович Михайлів (за іншими даними Євген Євгенійович Михайлів) (нар. 6 квітня 1974, Неслухів) — український футболіст, що виступав на позиції захисника та півзахисника. Відомий за виступами у низці клубів вищої ліги чемпіонату України.

## Клубна кар'єра
Євгеній Михайлів народився у Кам'янко-Бузькому районі, та є вихованцем дитячо-юнацької школи львівських «Карпат». Розпочав свою кар'єру молодий футболіст у першості області за львівський «Автомобіліст», пізніше став гравцем іншого аматорського клубу «Карпати» із Кам'янки-Бузької. У вересні 1993 року на Михайліва звернули увагу представники професійної команди — «Дністер» із Заліщиків, яка виступала на той час у другій українській лізі. Проте вже після кількох зіграних матчів молодий футболіст зацікавив клуб вищої української ліги «Волинь» з Луцька, у якому Михайлів дебютував у листопаді 1993 року. До кінця сезону він став одним із гравців основи луцького клубу, та зіграв у його складі 19 матчів. Наступного сезону футболіст і далі був твердим гравцем основи клубу, та зіграв у чемпіонаті 29 матчів. Проте «Волинь» на той час не мала твердого фінансування, гра команди поступово погіршувалась, і команда опускалась по щаблях турнірної таблиці. І хоча й наступного сезону Михайлів був основним футболістом команди, та зіграв у чемпіонаті 32 матчі, проте це не допомогло луцькому клубу, який зайняв передостаннє місце в чемпіонаті, та вибув до першої ліги. Євгеній Михайлів після невдалого сезону покинув «Волинь», та перейшов до першолігового клубу ФК «Львів», у якому провів півтора сезони. На початку 1998 року футболіст поїхав на футбольні заробітки до Росії, де грав за «Динамо» з Вологди. За півроку Михайлів повернувся до України, та продовжив виступи за львівський муніципальний клуб. На початку 1999 року футболіст вдруге за свою кар'єру отримує запрошення до клубу вищої ліги — донецького «Металурга». Щоправда, за «Метадонів» Михайлів зіграв лише 10 матчів, і в подальшому підтримував спортивну форму в клубі другої ліги «Машинобудівник» із Дружківки. Пізніше футболіст знову повернувся до ФК «Львів», а з початку 2001 року став гравцем вищолігової тернопільської «Ниви». Проте тернополяни цього сезону вибули до першої ліги, а Михайлів перейшов до іншого клубу вищої ліги — львівських «Карпат». Проте у складі львів'ян футболіст зіграв у основі лише 4 матчі, переважно виступаючи за фарм-клуби «Карпати-2» та «Карпати-3». У 2002 році Євгеній Михайлів зіграв 11 матчів за першоліговий золочівський «Сокіл» (Золочів), який став для нього останнім професійним клубом. Далі футболіст грав за аматорські клуби Львівської області «Гарай» (Жовква), ФК «Пустомити». У 2005 році футболіст повернувся до виступів за кам'янкобузькі «Карпати», а у 2007—2008 році грав за львівську «Галичину», із якою виходив до фіналу аматорського кубку України. У 2009 році Михайлів повернувся до кам'янкобузьких «Карпат», у яких виступав у чемпіонаті області, президентом яких був його рідний брат Роман. Після завершення виступів на футбольних полях Євгеній Михайлів очолив «Карпати» з Кам'янки-Бузької як головний тренер.